# Alfred Pyka
Alfred Pyka (* 28. Juni 1934 in Schlesien; † 10. Januar 2012 in Herne) war ein deutscher Fußballspieler, der mit Westfalia Herne in der Runde 1958/59 die Meisterschaft in der Oberliga West gewann und am 28. Dezember 1958 in Kairo beim Länderspiel der Nationalmannschaft gegen Ägypten zum Einsatz kam.

## Karriere

### Westfalia Herne, 1949 bis 1964
Der aus Schlesien stammende Alfred Pyka wuchs in Herne auf und durchlief ab 1949 die Jugendabteilung von Westfalia Herne. Er feierte mit den Blau-Weißen im Stadion am Schloss Strünkede in der Saison 1953/54 mit 20 Jahren den Aufstieg aus der 2. Liga in die Oberliga West. Das Nachwuchstalent hatte an der Seite von Stammspielern wie Günter Grandt, Kurt Sopart, Alfred Ilmer, Willi Overdieck und Ehrenfried Wydra sieben Ligaspiele bei der Erringung der Vizemeisterschaft absolviert. Durch den Oberligaaufstieg erlebte das Talent aus den eigenen Reihen im ersten Jahr Oberliga West auch die spannenden Lokalderbys gegen die Grün-Weißen vom SV Sodingen, der zwei Jahre zuvor den Aufstieg geschafft hatte. Am 3. Oktober 1954 verlor Westfalia das Heimspiel vor 27.000 Zuschauern mit 0:1 – den Siegtreffer erzielte Gerhard Harpers in der 58. Spielminute – und am 20. Februar 1955 das Rückspiel mit 2:5 Toren. Alfred Pyka, er hatte auf Anhieb 29 Spiele bestritten, und seine Mannschaftskameraden der Westfalia kamen am Rundenende mit 26:34 Punkten auf den 13. Platz, Sodingen feierte dagegen mit 39:21 Punkten die Vizemeisterschaft und zog damit in die Endrunde um die deutsche Fußballmeisterschaft 1955 ein. Die folgenden drei Runden in der Oberliga West waren für Pyka und Herne immer gekennzeichnet durch den Kampf um den Klassenerhalt.
Im Jahr nach der Fußball-Weltmeisterschaft 1958 in Schweden, 1958/59, holte die Mannschaft von Trainer Fritz Langner mit dem Leistungsträger Alfred Pyka – er absolvierte alle 30 Pflichtspiele in der Oberligarunde – völlig überraschend die Meisterschaft im Westen. Paradestück der Mannschaft war die Abwehr, in 30 Spielen gab es nur 23 Gegentreffer, wobei Torhüter Hans Tilkowski und der Defensiv-Chef Pyka noch herausragten. In der Endrunde reichte es gegen die Offenbacher Kickers, Hamburger SV und Tasmania Berlin nicht um in das Finale einzuziehen. Als Titelverteidiger landete Herne 1959/60 im Westen auf dem Vizemeisterplatz und zog zum zweiten Mal in die Endrunde ein. Aber auch im zweiten Anlauf konnte man sich in den Spielen um die deutsche Meisterschaft gegen den Hamburger SV, Karlsruher SC und Borussia Neunkirchen nicht durchsetzen. Pyka, ihn zeichnete eine hervorragende Ballbehandlung und ein sehr gutes Kopfballspiel aus, absolvierte mit Herne 13 Endrundenspiele. Trotz der Achse mit Torhüter Hans Tilkowski, Abwehrdirigent Pyka und dem Torjäger Gerhard Clement, konnte Herne die Spitzenplätze der Runden 1959 und 1960 in den letzten drei Oberligarunden nicht mehr wiederholen. Im Abschlussjahr 1962/63 rutschte die Westfalia trotz der nachgerückten Talente Otto Luttrop und Jürgen Bandura gar auf Rang 14. ab. Alfred Pyka hatte für Herne von 1954 bis 1963 in der Oberliga West 268 Spiele mit neun Toren absolviert. Lediglich zwei Oberliga-Spiele hatte er dabei in neun Runden verpasst.
Da Herne zur Runde 1963/64 nicht in die neue Fußball-Bundesliga aufgenommen wurde, spielte Pyka in dieser Saison mit den Blau-Weißen in der Regionalliga West. Nach der Runde – Westfalia kam auf dem sechsten Platz ein – nahm er das Angebot von 1860 München an und wechselte mit 30 Jahren in die Bundesliga.

### TSV 1860 München und FC Schalke 04, 1964 bis 1967
Sportlich wurde das Jahr in München zu einem Desaster. Unter Trainer Max Merkel wurde Pyka nicht in einem Spiel der Bundesligarunde wie auch nicht im Europapokal der Pokalsieger 1964/65 eingesetzt. Merkel baute auf die Abwehr mit Torhüter Radenkovic, den Verteidigern Patzke und Steiner sowie auf die Läuferreihe mit Luttrop, Reich und Zeiser. Nur im DFB-Pokal bestritt der Ex-Herner zwei Pflichtspiele für die Münchner „Löwen“, wobei ihm am 16. Januar 1965 beim Auswärtsspiel gegen den VfL Wolfsburg der Siegtreffer zum 4:3 gelang. Als er ein Angebot seines ehemaligen Herner-Trainers Fritz Langner im Sommer 1965 bekam, wechselte er zu dessen Verein FC Schalke 04. Er wurde zu einem der Garanten des Klassenerhaltes in Schalke. Die Königsblauen erreichten mit einer personell völlig umgekrempelten Mannschaft – in Gelsenkirchen hatte man die Abgänge von Hans Nowak, Egon Horst, Willi Schulz, Reinhard Libuda, Waldemar Gerhardt, Willi Koslowski, Manfred Berz, Heinz Crawatzo und Gyula Tóth zu verkraften – in der Runde 1965/66 mit dem 14. Platz den Klassenerhalt. Pyka bewies in seinen 34 Spielen mit vier Toren seine Bundesligatauglichkeit. Er bildete mit den zwei weiteren Neuzugängen Klaus Fichtel und Heinz Pliska die Läuferreihe der Mannschaft von Trainer Langner. In seiner zweiten Schalker Saison kam er auf 24 Spiele und ein Tor. Im Alter von 33 Jahren beendete Pyka nach der Runde 1966/67 seine Laufbahn in der Fußball-Bundesliga.

### Ende der Laufbahn
Zur Runde 1967/68 kehrte Alfred Pyka zu seinem Heimatverein Westfalia Herne zurück und lief in der Regionalliga West auf. Mit dem Auswärtsspiel am 12. Mai 1968 beim Lüner SV endete die Runde und Pyka beendete nach dem Abstieg der Westfalia seine höherklassige Spielerlaufbahn. Insgesamt hat er in zwei Runden in der Regionalliga West für Herne 67 Spiele mit vier Toren absolviert. Als die Westfalia 1968/69 in der Verbandsliga Westfalen mit Trainer Werner Stahl den sechsten Rang belegte, hat Pyka noch in 17 Spielen mitgewirkt.

### Auswahlspiele
Bundestrainer Sepp Herberger testete den Spieler aus Herne erstmals auf dem internationalen Parkett am 19. Dezember 1956 in Lüttich beim Spiel der Juniorennationalmannschaft U23 gegen Belgien. Am 3. März 1957 spielte Pyka repräsentativ für die Auswahl von Westdeutschland beim Spiel in Bochum gegen Berlin. Die zweite Berufung in die DFB-Juniorenmannschaft erfolgte am 27. März 1957 in Essen beim Rückspiel gegen Belgien. In der B-Nationalmannschaft debütierte er als Mittelläufer beim 1:0-Erfolg am 22. Oktober 1958 in Karlsruhe gegen Österreich. Bundestrainer Herberger berief ihn in das Aufgebot für das Länderspiel der A-Nationalmannschaft am 21. Dezember 1958 in Augsburg gegen Bulgarien. In Kairo kam Pyka dann sieben Tage später zu seinem Debüt in der deutschen Nationalmannschaft. Drei Spieler von Westfalia Herne standen in der Begegnung gegen Ägypten auf dem Feld. Pyka als Mittelläufer, Helmut Benthaus als Außenläufer und das Tor hütete Hans Tilkowski bei der 1:2-Niederlage. Vier Tage später, am 1. Januar 1959, war er auch bei dem 2:1-Sieg der Herberger-Schützlinge gegen eine Ägyptische Auswahl in einem inoffiziellen Länderspiel als Abwehrchef gefordert. Es folgten noch Nationalmannschaftslehrgänge und mehrere Berufungen in vorläufige Aufgebote für Länderspiele, zu einem Einsatz kam es aber nicht mehr. Mit dem Spiel für Westdeutschland am 19. März 1960 in Frankfurt gegen Süddeutschland, an der Seite des jungen Verteidigers Karl-Heinz Schnellinger, endeten die Berufungen von Alfred Pyka in Auswahlmannschaften.

## Nach der Karriere
Pyka war gelernter Dreher, verdiente sich seinen Lebensunterhalt nach seiner Karriere aber als Gastwirt und Kraftfahrer.
Im Zuge der Affäre um Erhard Goldbach und des Auseinanderbrechens der Profimannschaft von Westfalia Herne feierte er mit 46 Jahren ein Comeback in der 2. Mannschaft, die damals Bezirksliga spielte. Bis in das Jahr 2007 spielte Pyka noch für die AH-Mannschaft von Westfalia Herne.